# Cercopitecine
Cercopitecinele (Cercopithecinae) sunt o subfamilie de maimuțe catariniene patrupede, plantigrade, arboricole sau terestre cu coadă neprehensilă, din familia cercopitecide. Au o talie mijlocie. Lungimea capului + trunchiului variază de la 35 cm până la 75 cm, iar lungimea cozii variază de la aproape zero la 86 cm, în funcție de specie. Greutatea corpului variază de la 1,25 kg (Miopithecus talapoin) până la 31,6 kg (mascul speciei Mandrillus sphinx). Au un bot alungit, din care cauză se numesc și "maimuțe cu cap de câine", iar ochii destul de mari sunt orientați înainte. Fața aproape lipsită de păr. În creștetul craniului au o creastă longitudinală.  Toate au buzunare bucale și stomac simplu. Buzunarele bucale sunt foarte dezvoltate și servesc la acumularea unei cantități de alimente pe care ulterior le mestecă. Toate cercopitecinele sunt animale patrupede și plantigrade, majoritatea sunt arboricole (trăiesc pe arbori), unele sunt terestre (trăiesc pe pământ). Sunt răspândite mai ales în Africa la sud de Sahara, iar macaci în Asia și Asia de Sud-Est între cele două tropice. Trăiesc în cete conduse de masculi mai bătrâni și experimentați. Sunt foarte zburdalnice și gălăgioase. Au o gamă largă de habitate, de la regiunile semiaride cu vegetație rară până în pădurile dense tropicale veșnic verzi, unde preferă pădurile virgine, străbătute de râuri sau mlăștinoase, dar se aciuiesc bucuros prin apropierea culturilor omenești, în care pot face mari pagube. În Africa, unde trăiesc aceste maimuțe se găsesc totdeauna și papagali. Se hrănesc cu fructe, semințe sau alte alimente vegetale, cu insecte,  ocazional și cu vertebrate mai mici. Sunt de obicei poligame. Femela naște, de regulă, numai un singur pui. 